# Viadukt (film)
A Viadukt (angol címén: The Train Killer, német címén: Der Fall Sylvester Matuska) magyar–amerikai–NSZK koprodukcióban készült film, ami Matuska Szilveszter bűncselekményeit mutatja be, köztük is az egyik leghíresebbet, a biatorbágyi merényletet. Simó Sándor rendezte 1982-ben.

## Történet
Matuska Szilveszter az első világháborúban egy különleges csapat tagjaként vonatokat, síneket rongál meg és robbant fel. Ezt a feladatot profiként végzi, ügyelve a legapróbb részletekre is. 1931-ben felrobbantja a torbágyi vasúti viadukt előtt néhány méterrel a bal sínszálat, a rajta áthaladó 10. számú nemzetközi gyorsvonat alatt (a filmben az Orient expressz). Ezután Magyarországon kihirdetik a statáriumot. A rendőrség azonnal Matuska nyomába ered.

## Szereplők
- Michael Sarrazin (hangja: Szakácsi Sándor) – Matuska Szilveszter
- Towje Kleiner (hangja: Verebes István) – Dr. Epstein nyomozó
- Bács Ferenc – Kovács
- Herlinde Latzko (hangja: Schütz Ila) – Magda, Matuska felesége
- Constanze Engelbrecht (hangja: Hernádi Judit) – Almásy Ilona
- Armin Mueller-Stahl (hangja: Kristóf Tibor) – Tetzlav, főtanácsos
- Tordy Géza – Balogh
- Hetényi Pál – Rónay
- Tordai Teri – Berger Viola
- Müller Péter – Schabinsky
- Udvaros Dorottya – prostituált
- Robert Dietl (hangja: Csurka László) – Motil
- Leisen Antal – Weiner
- Budai István – magyar tiszt
- Derzsi János – Hevessy
- Koltai Róbert – sofőr
- Gosztonyi János – Seydlitz
- Ábel Anita – Irén, Matuska lánya
- Szersén Gyula – Ernst
- Usztics Mátyás – Gömöri
- Bonta Zoltán – Kovács embere
- Dózsa László – felügyelő
- Szilágyi István – vonalőr
- Tyll Attila – bíró
- Kiss Gábor – Matuska védőügyvédje
- Marschek Gabriella – boltoskisasszony
- Marschek Ottilia – boltoskisasszony
- Soós Edit – a panzió tulajdonosnője
- Ujlaky Károly – Leo
- Sáfár Anikó – utas az Orient expresszen
- Kenderesi Tibor – utas az Orient expresszen
- Csuja Imre – utas az Orient expresszen
- Puskás Tamás – utas az Orient expresszen
- Szacsvay László – rendőr
- Mezey Lajos – újságíró
- Turán László
- Gonda György
- Harkányi János

## Érdekesség
- A film biatorbágyi jeleneténél olcsóbb volt egy igazi vonatot felrobbantani, mint egy makettet. Mivel a viadukt már 5 éve üzemen kívül volt (ugyanis a Budapest–Hegyeshalom–Rajka-vasútvonal felújításakor új nyomvonalat alakítottak ki, ami elkerülte a viaduktot), éppen ezért a síneket a film kedvéért visszaépítették, a híd közepére meg egy kis kanyart építettek, hogy a vonat detonáció nélkül is lezuhanjon. A főszereplő 324, 1512 pályaszámú gőzmozdonyt 1982. május 17-én selejtezték. Ezután kissé átalakították, hogy hasonlítson a merénylet áldozatául esett 301-es típusú gőzmozdonyra, majd a 22. sz. Volán vállalat tréleren a helyszínre szállította. A felvételre 1982. június 2-án 21.29-kor került sor. Az enyhén lejtős pályán a mozdonyból és két kocsiból álló vonatot egy tolóeszköz hátulról meglökte, majd csörlővel húzták a hídra, így a kihajlított sínekről a hídfő közelében a mélybe zuhant. A gőzmozdonyt veszélyes lett volna befűteni, ezért a pirotechnikusok füstöt és gőzt csináltak a mozdonyban. A roncsokat ezután korabeli fotók alapján daruval az eredeti állapotnak megfelelően helyezték el, így készültek a halottak és sebesültek mentéséről a felvételek. A jelenetnél 9 magyar operatőr segédkezett, mint például Illés György, Ragályi Elemér, Koltai Lajos, Szécsényi Ferenc vagy Kende János.
- A filmben Rekawinkel vasútállomása a kisterenyei vasútállomás volt.
- A jüterbogi jeleneteket Tatán vették fel.
- Az ausztriai merényletek jeleneteit a 84-es számú Kisterenye–Kál-Kápolna-vasútvonalon vették fel.
- Korábban (1959-ben) is készült egy film a témában Merénylet címmel, melyet Várkonyi Zoltán rendezett, operatőre Hildebrand István volt, Matuska Szilvesztert (a filmben Marschalkó Juliusnak hívták) pedig Básti Lajos alakította. A filmben a merényletről készült eredeti filmhíradó egyes részletei is láthatóak.

## Megjelenés, kópiák
A film három ország koprodukciójában készült, és mind három országban más kópiát mutattak be. Nemcsak az időtartamuk, de a jelenetek is eltérnek bennük:
- Magyar kópia: 95 perc hosszúságú. Az eleje I. világháború idején játszódó fekete-fehér jelenettel kezdődik, amiben Matuska merényletet hajt végre egy, a szigethalmi Taksony vezér hídon áthaladó vonat ellen (a híd a forgatás idején még vegyeshasználatú volt). A kópia továbbá tartalmazza Matuska bécsi perének, és Epstein nyomozó meggyilkolásának jelenetét. Idehaza ez a változat került a mozikba, és a televíziók is ezt sugározzák.
- Amerikai kópia: 92 perc hosszúságú. Az eleje a merénylet képeivel kezdődik, nem tartalmazza az I. Világháborús jelenetet, továbbá Matuska bécsi perének és Epstein nyomozó meggyilkolásának jelenetét. Idehaza az interneten ez a változat terjedt el magyar szinkronnal.
- Német kópia: 87 perc hosszúságú. Az I. világháborús jelenettel kezdődik, tartalmazza Matuska bécsi perét, de nem tartalmazza Epstein nyomozó meggyilkolásának jelenetét. A változat úgy végződik, hogy miután Matuska a tárgyalás után nyilatkozik az újságíróknak, a feleségét láthatjuk, amint otthon kutat a fiókban. Hirtelen ordítozó emberek jelennek meg az utcán, és megdobálják a házukat. Ezután Epstein meglátogatja Matuskát a börtönben, és közli, hogy a felesége meghalt, majd magára hagyja. A magyar és amerikai változat Matuska nyilatkozatával végződik, a feleség halálával kapcsolatos jelenet ezekből kimaradt.